# ماكسيم زهالماغامبيتوف
ماكسيم زهالماغامبيتوف (11 يوليو 1983 بأستانة في كازاخستان - ) (بالروسية: Максим Жалмағамбетов)‏ هو لاعب كرة قدم كازاخستاني في مركز الدفاع. شارك مع منتخب كازاخستان لكرة القدم. أما مع النوادي، فقد لعب مع إف كي أتيراو ورويال أنتويرب ونادي أستانا ونادي أورداباسي ونادي إيرتيش بافلودار وFC Ekibastuzets ‏ وFC Zhetysu ‏ ونادي كيزيلجار وFC Zhenis ‏.

## وصلات خارجية
- ماكسيم زهالماغامبيتوف على موقع الاتحاد الأوربي (الإنجليزية)
- ماكسيم زهالماغامبيتوف على موقع قاعدة بيانات كرة القدم.إي يو (الإنجليزية)
- ماكسيم زهالماغامبيتوف على موقع ناشيونال فوتبول تيمز (الإنجليزية)
- ماكسيم زهالماغامبيتوف على موقع Soccerway.com (الإنجليزية)
- ماكسيم زهالماغامبيتوف على موقع عالم كرة القدم.نت (الإنجليزية)